# Michelle Collard
Michelle Collard (* 13. August 1975 in Vanderhoof) ist eine frühere kanadische Biathletin. Sie nahm zwischen 1996 und 1999 an internationalen Wettkämpfen teil.
Michelle Collard lebt in Canmore und startete für Nechako Nordic Vanderhoof. Sie debütierte 1996 in Antholz bei einem Einzel im Biathlon-Weltcup und wurde 50. In Ruhpolding trat Collard bei den Biathlon-Weltmeisterschaften 1996 an und wurde 62. im Einzel und 51. im Sprint sowie 12. mit der Staffel. Karrierehöhepunkt wurde die Teilnahme an den Olympischen Winterspielen 1998 in Nagano. Bei den Wettkämpfen in Nozawa Onsen belegte die Kanadierin Rang 38 im Sprint und wurde 17. mit der Staffel. In Pokljuka wurde sie zudem 32. des Verfolgungsrennen bei den Biathlon-Weltmeisterschaften 1998, das auf dem olympischen Sprintrennen basierte. Die letzte WM, an der Collard teilnahm, war die wegen der Wetterbedingungen in Kontiolahti und am Holmenkollen in Oslo ausgetragene WM von 1999. Im Einzel wurde sie gute 18., im Sprint 56. Das Ergebnis des Einzels war zugleich das zweitbeste Weltcupergebnis. Es wurde nur von einem 16. Platz im Sprint von Oslo übertroffen. Es waren Collards letzte internationale Rennen. Kurz zuvor wurde die Kanadierin in Lake Placid mit der kanadischen Staffel Siebte. Zum Abschluss ihrer Karriere wurde sie Biathletin des Jahres in Kanada.

## Biathlon-Weltcup-Platzierungen
Die Tabelle zeigt alle Platzierungen (je nach Austragungsjahr einschließlich Olympische Spiele und Weltmeisterschaften).
- 1.–3. Platz: Anzahl der Podiumsplatzierungen
- Top 10: Anzahl der Platzierungen unter den ersten zehn (einschließlich Podium)
- Punkteränge: Anzahl der Platzierungen innerhalb der Punkteränge (einschließlich Podium und Top 10)
- Starts: Anzahl gelaufener Rennen in der jeweiligen Disziplin

| Platzierung | Einzel | Sprint | Verfolgung | Massenstart | Staffel | Gesamt |
| ----------- | ------ | ------ | ---------- | ----------- | ------- | ------ |
| 1. Platz    |        |        |            |             |         |        |
| 2. Platz    |        |        |            |             |         |        |
| 3. Platz    |        |        |            |             |         |        |
| Top 10      |        |        |            |             | 1       | 1      |
| Punkteränge | 1      | 1      |            |             | 3       | 5      |
| Starts      | 7      | 19     | 6          |             | 3       | 35     |